# Динамо (футбольный клуб, Кемерово)
«Динамо» — советский и российский футбольный клуб из Кемерово.
С 1940-х годов клуб участвовал в чемпионате и Кубке Кемеровской области. В 1940—1950-х годах, а также в сезонах 1989 и 1990 годов, принимал участие в чемпионате РСФСР среди КФК. В 1991 году клуб в 10-й зоне второй низшей лиги СССР занял 13-е место из 18 команд. В 1992 году «Динамо» заняло 5-е место из 13 команд в 6-й зоне второй лиги России, в 1993 году — 4-е место в 7-й зоне. В 1994 году клуб не нашёл средств на заявочный взнос и за 2 дня до начала первенства объявил о своём неучастии в турнире зоны «Сибирь» второй лиги. В розыгрыше Кубка России 1992/93 клуб уступил в гостевом матче 1/512 финала «Торпедо» Рубцовск 0:1, в Кубке России 1993/94 участия не принимал, в розыгрыше Кубка России 1994/95 ему было засчитано техническое поражение в домашнем матче 1/256 финала с новосибирским «Чкаловцем».
Последнее появление «Динамо» в чемпионате Кемеровской области зафиксировано в 2003 году.
В 2001—2007 годах кемеровский футбольный клуб «Кузбасс» носил название «Кузбасс-Динамо».

## Достижения
- Чемпионат Кемеровской области
  - Победитель (6): 1953, 1955, 1956, 1989, 1990, 1998
  - Второе место (3): 1952, 1988, 2003
- Кубок Кемеровской области
  - Победитель (9): 1947, 1951, 1952, 1953, 1954, 1959, 1988, 1989, 1990
  - Второе место (3): 1946, 1956, 1998